# Приморский хребет

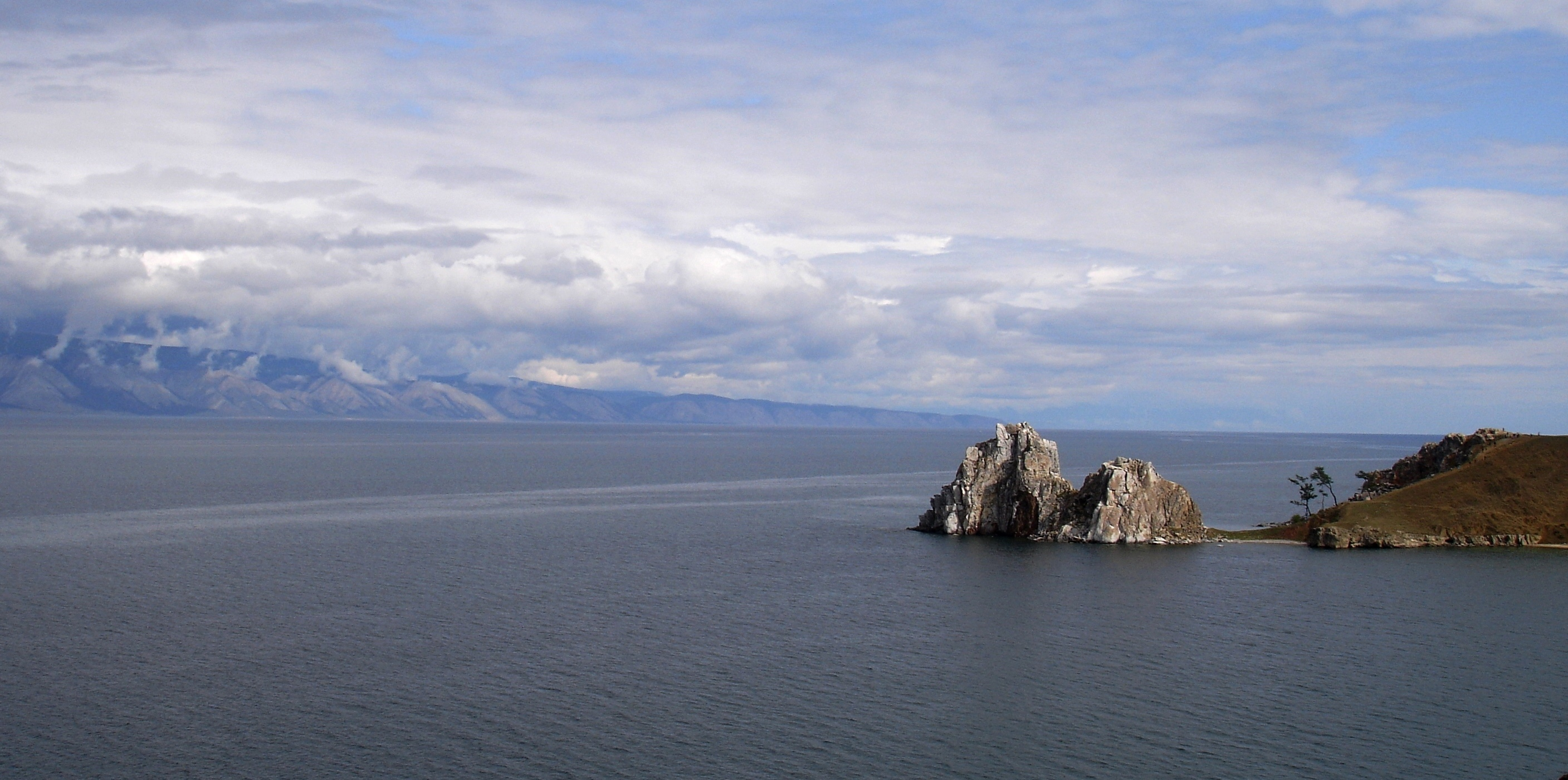
Вид с о-ва Ольхон на Малое Море и Приморский хребет

Примо́рский хребе́т — горный хребет в Прибайкалье, на территории Иркутской области. 
Высшая точка — Трёхголовый Голец (1728 метров). Преобладающие высоты — 900—1000 метров. Хребет образует западный борт Байкальской котловины. Склоны, опускающиеся к озеру Байкал, входят в Прибайкальский национальный парк.

## География
Приморский хребет начинается от истока Ангары с высот до 200 метров и тянется на северо-восток, постепенно повышаясь и приобретая альпийский характер в северо-западной части Байкала за рекой Илгой.
Хребет служит водоразделом между притоками Байкала и реками Ангарской и Ленской систем. Глубоко прорезается реками Байкальской системы, такими как: Голоустная, Большая Бугульдейка, Анга и Сарма.
Характеризуется угловатыми контурами и каменистым свойством почвы, и только в районе реки Хумильху отличается более пологим склоном и расчленённостью, причём поверхность хребта носит террасовидный характер, над которым слабо выдаются высшие округленные вершины.
Склоны хребта покрыты, преимущественно, сосново-лиственничной тайгой, в северной части восточного склона  — степной ландшафт.

## Геология
Приморский хребет сложен большей частью породами, такими как: протерозойский песчаник, известняк, гнейс, гранит. Характерны карстовые формы рельефа. Западный склон пологий, восточный — круто обрывается скалами к Байкалу.